# Grewia angolensis
Grewia angolensis là một loài thực vật có hoa trong họ Cẩm quỳ. Loài này được Welw. ex Mast. mô tả khoa học đầu tiên năm 1868.